# 马自达
馬自達株式會社（日语：マツダ株式会社），簡稱馬自達（Mazda），是日本第五大汽車製造廠，總部位於廣島縣安藝郡府中町，且一度成為全球唯一生產轉子引擎市售車的車廠，同時也是日經平均指數與JPX日經指數400的成分股之一。2017年馬自達在全球的年產量（包含乘用車與商用車）為1,607,602輛，在全球汽車製造廠中排名第17名，主要銷售市場包括亞洲、歐洲、北美洲、大洋洲等地。

## 公司名稱由來

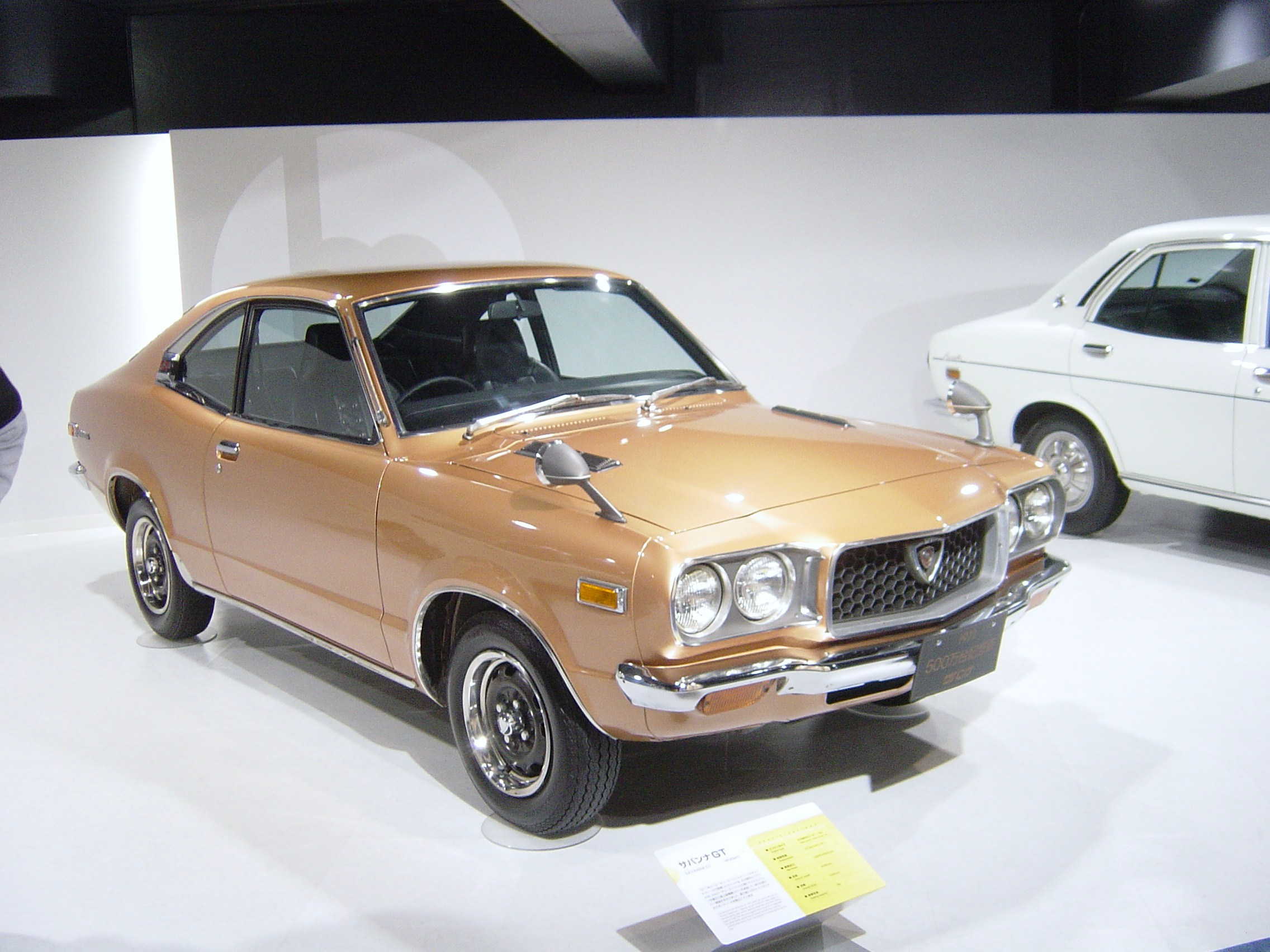
馬自達RX-3

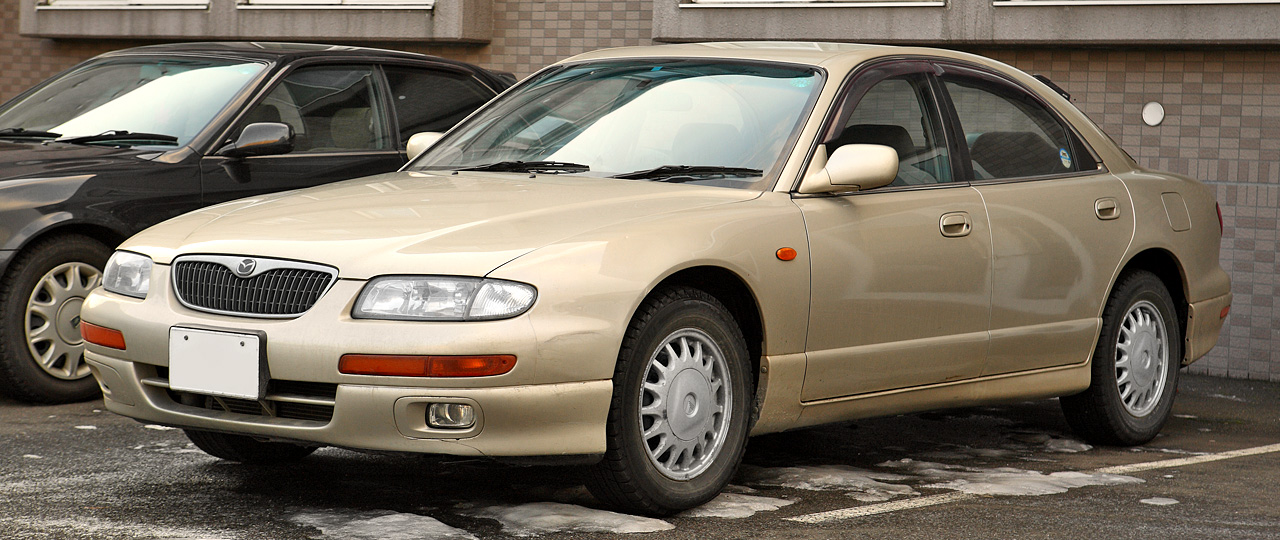
馬自達Millenia

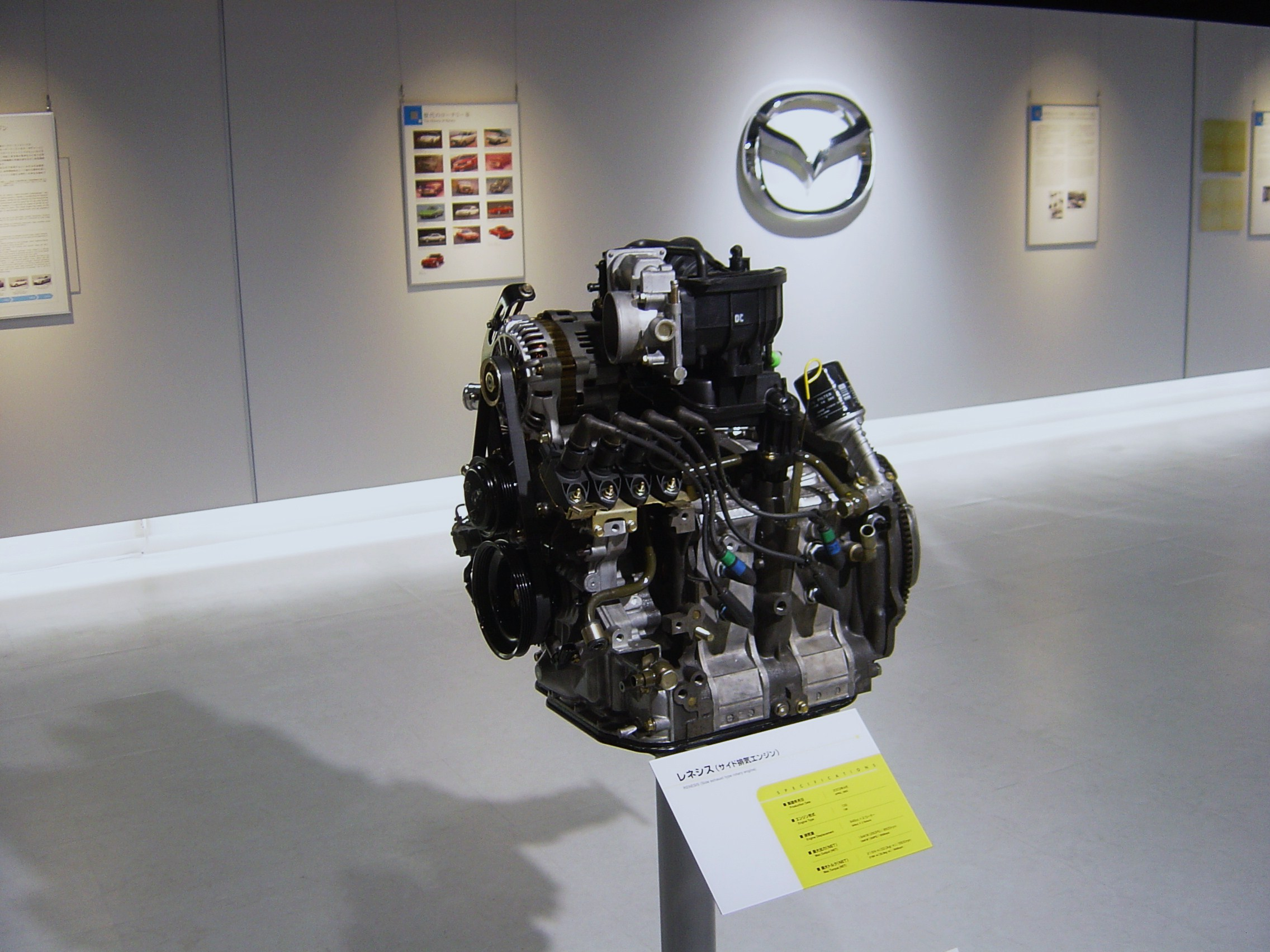
馬自達轉子引擎

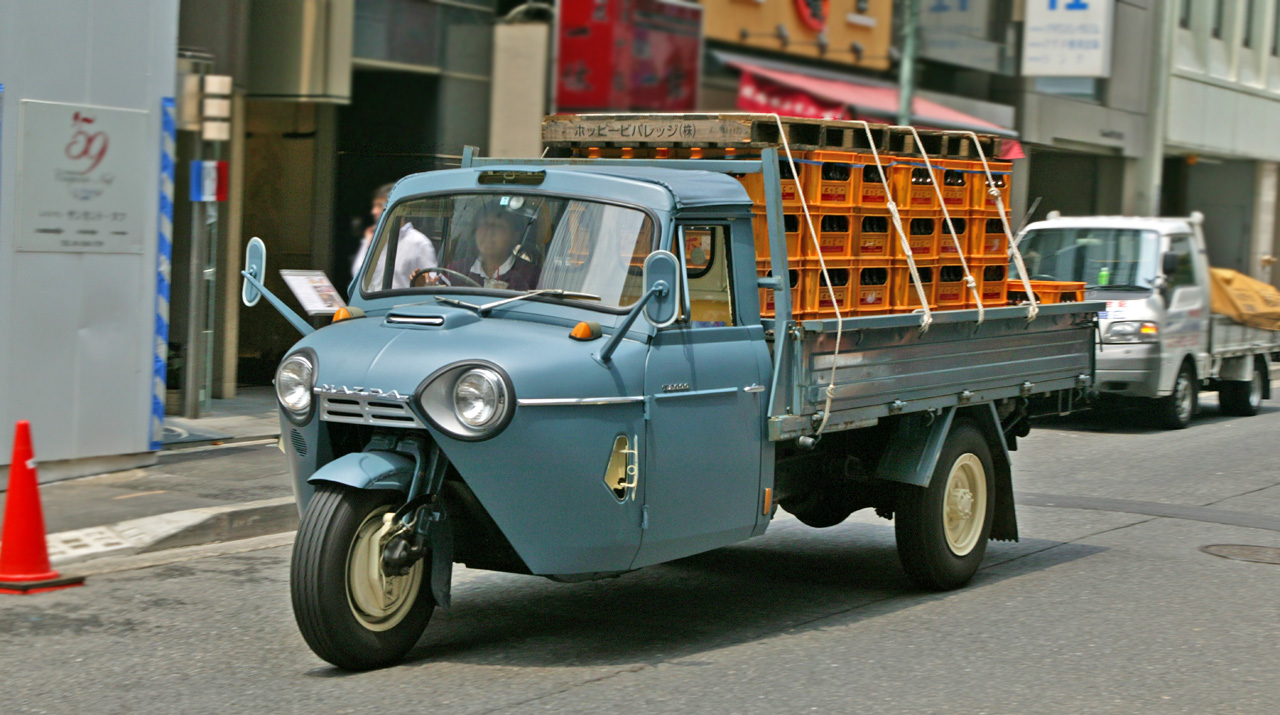
馬自達T2000

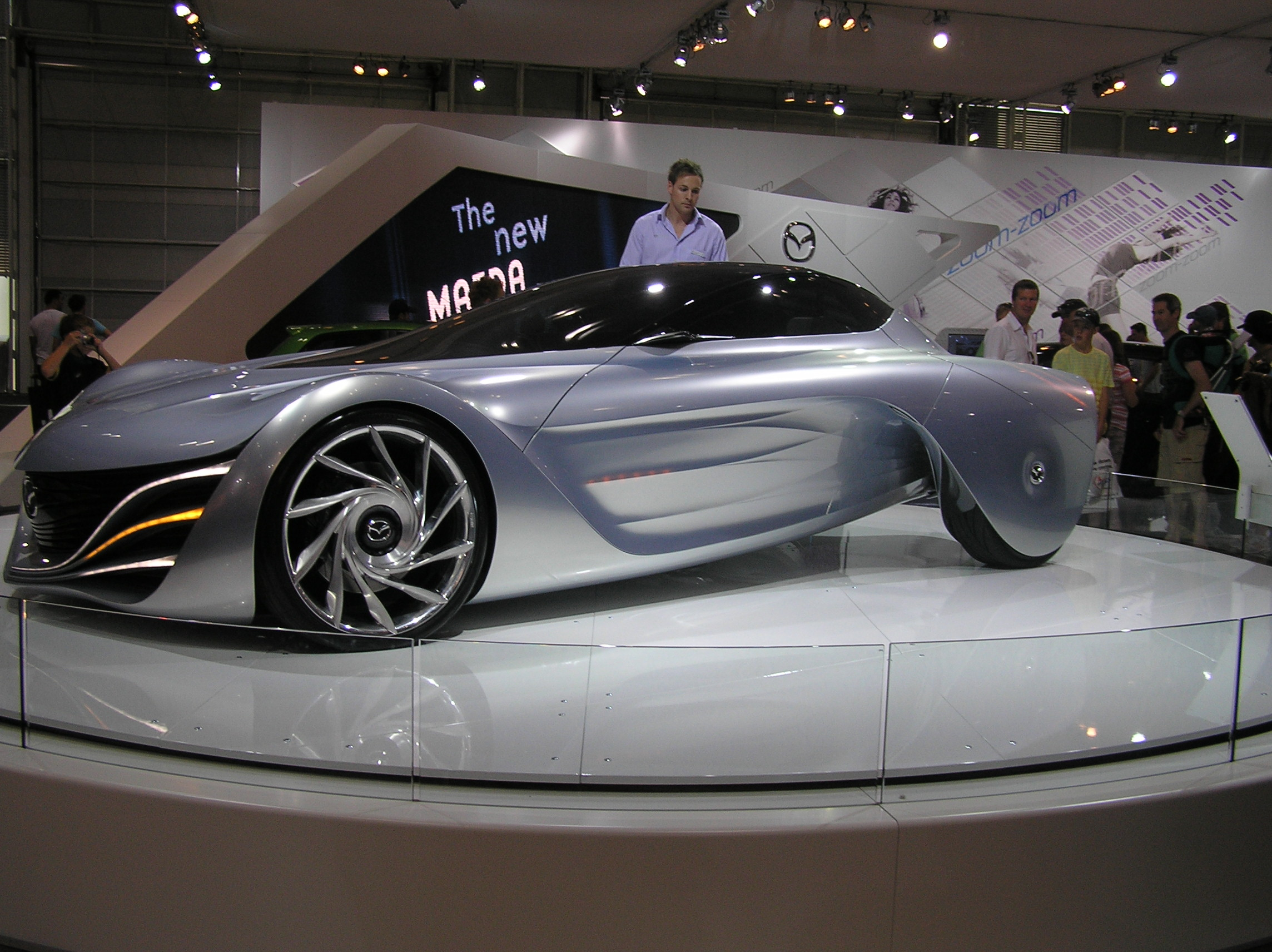
概念車「大氣」

公司名稱取自於其創辦人松田重次郎的姓氏「松田」（日文發音為Ma-Tsu-Da），以片假名形式來作為車廠名稱。起初公司名稱為「東洋軟木工業有限公司」（東洋コルク工業株式会社），1927年更名為「東洋工業有限公司」（東洋工業株式会社），1984年更名「馬自達有限公司」（マツダ株式会社），使用至今。
英文商標名稱「MAZDA」乃「松田」的日文發音变体，Mazda也是古波斯拜火教光明之神阿胡拉·馬茲達的名字，故此該公司曾經使用火焰圖形商標。而「松田」此漢字名稱未被任何大中華地區子公司或者代理商採用，反而直接音譯成馬自達（中國大陸與臺灣）或萬事得（香港）或万事达（新加坡）。

## 發展概要
東洋軟木工業有限公司（日语：東洋コルク工業株式会社）時期之主要產品為用於保溫熱水瓶的軟木、冰箱零組件等，1927年後的東洋工業有限公司（日语：東洋工業株式会社）時期則開始製造鑿岩機、機床與三輪卡車MAZDA號等產品。1960年代起跨足四輪乘用轎車之領域，陸續推出四輪乘用車R360 Coupe、Carol 360、Familia等車款。1961年2月與德國NSU車廠（奥迪汽車前身）簽約取得汪克爾引擎的技術，並推出許多轉子引擎量產車款。但因執著於該種引擎的研究發展，投入過多金錢與人力，曾一度遭遇經營困難。
1960年代日系車廠紛紛開始外銷拓展市場，起初東洋工業也是和各國銷售公司以簽約的方式輸出汽車，不過該公司研判同為右駕的澳洲市場比較有潛力，1967年4月遂於墨爾本成立獨資公司，並於1969年春季輸出642輛馬自達R100。1970年代前葉全球發生石油危機時，因推出的車款大多搭載油耗表現較差的轉子引擎，銷售成績一蹶不振，一度陷入經營危機。幸虧其主要往來銀行住友銀行（現為三井住友銀行）全力支援才得以脫困。因此，現在三井住友銀行的公司用車大多出自馬自達。
1980年代適逢日本泡沫經濟時期，馬自達大舉擴張副品牌與銷售通路，計有：馬自達、高級豪華汽車路線的Eunos、專注小型車與輕型車的Autozam、運動性能化車款的Ẽfini、經營福特汽車車款的Autorama等五個品牌。結果這種多頭馬車式的行銷策略卻招致失敗，陷入第二度經營危機。於是該公司重新整合，改以單一「MAZDA」品牌作行銷，接著整合國內的銷售商通路，僅保留Mazda、Ẽfini、Autozam等三個通路名稱，至2015年3月止旗下合計共240家地區經銷商、1,026家展示店。
在1990年代末期，馬自達甚至引進法國雪鐵龍與義大利蘭吉雅車款進入本土市場銷售。雪鐵龍BX與Xantia車款在Eunos通路販售，而蘭吉雅的Thema、Delta、Y10等車款則在部分的Autozam通路買得到。直到該公司加強與美國福特汽車的夥伴關係後，才停止引進這兩個品牌。
自2000年以來，該公司加強原本就擅長的運動化外觀設計，並強化操控行駛性能，獲得歐美地區消費者的迴響與好評，這下才擺脫長期以來低迷的銷售量。尤其在2007年，營業額更創下有史以來最高的1,585億日圓，同時在福特汽車集團的中小型汽車銷售上締造佳績。不過同年全球爆發金融風暴，連帶迫使汽車市場的規模惡化。為了換得現金週轉，福特出售對馬自達公司的持股，出資比率甚至低於3.5%。
進入21世紀後，環保意識日漸抬頭，人們對汽車的油耗表現、廢氣排放等也逐漸重視。該公司曾經傾全力發展的轉子引擎在此類問題上遭遇到瓶頸，RX-8車款在2012年6月宣告停產，新型轉子引擎延遲面世。所幸該公司於2010年10月提出「創馳藍天技術」，針對引擎、車身底盤、變速系統等各主要元件加強優化，創下不錯的銷售成績。另外，馬自達也持續擴張海外版圖：2012年5月和隸屬於義大利飛雅特集團的愛快·羅密歐汽車簽署合作協議，共同開發下一世代的MX-5與愛快敞篷車款；同年9月該公司宣布與馬來西亞成功集團子公司伯麥茲汽車私人有限公司（Bermaz Motor Sdn. Bhd.）各出資70%及30%，以21億日圓的資本額成立合資企業，以在雪蘭莪州莎阿南組裝生產CX-5。此外，同月該公司也宣布和俄羅斯汽車製造廠索勒斯汽車（Sollers JSC）共同投入約8千萬美元的資金，在濱海邊疆區海參崴建立合資工廠，以生產馬自達6和CX-5。
2013年1月該公司宣布投資6.5億美元用於創建墨西哥瓜納華托的新工廠，預計初期產能為14萬輛，並逐步提升至23萬輛。不僅如此，該公司和全球最大汽車廠豐田汽車還曾於2012年11月共同聲明，墨西哥新工廠將於2015年幫忙後者貼牌生產5萬輛汽車。此外，馬自達獲得豐田汽車的混合動力技術奧援，在2013年11月推出創廠以來首部混合動力車第三代馬自達3。由於創馳藍天技術成功獲得市場迴響，2012年7月馬自達對外發布除了將防府工廠產能自75萬具引擎提升至114萬外，另將在泰國春武里府投資約260億日圓，設置變速箱系統製造工廠，以因應需求。2014年1月墨西哥瓜納華托工廠正式下線量產，所生產的馬自達3主要銷往美國、加拿大等市場。2015年8月泰國春武里府變速箱工廠正式下線生產，年產量達40萬具。同年9月該公司宣佈與俄羅斯索勒斯汽車（Sollers JSC）簽署合作備忘錄，將於遠東聯邦管區興建一座專司製造引擎之工廠。

### 馬自達與福特
自1979年起美國福特汽車集團就擁有馬自達大約25%的股份，其持股比例逐年提升。直到1996年時，由於馬自達發生財務困難，需靠福特的資金挹注，使得後者持有的股份一舉攀升至33.4%，突破控股比例的下限，因而正式入主馬自達成為其母公司。
除了財務結構上的關係外，福特集團旗下的日本福特（Ford Japan）長年以來一直與馬自達的產品陣線維持高度的雙生關係，特別是亞太市場的福特車種。近年來，福特集團採行全球市場整合政策，因此共用資源的規模也延續到一些全球共用車型上，不再侷限於日本國內和亞太地區，如第二代福特Focus就與馬自達3在同一平台上研發，也分享許多如引擎的重要零組件。
福特在中國重慶市與長安汽車集團合資組建了長安福特馬自達汽車有限公司，同時生產長安、福特、馬自達及富豪等四個品牌的車款。至於在臺灣銷售的車款，除了由福特汽車100%持股的品爵汽車公司自日本母公司進口外，也在福特臺灣子公司福特六和汽車組裝。在美國密西根州，福特和馬自達是AutoAlliance International（縮寫成AAI）組裝廠的共同擁有人，該廠生產組裝馬自達和福特的產品，如2002年起的馬自達6轎車和2005年起的福特野馬跑車。在泰國羅勇府，雙方各出資50%成立「泰國汽車聯盟公司」（AutoAlliance Thailand之暫譯，縮寫成AAT），組裝生產福特Ranger、馬自達BT-50、馬自達2和福特嘉年華等車款。
由於全球汽車產業受到2008年油價高漲及金融海嘯影響，福特於該年11月18日宣佈出售馬自達的20%持股，由原先的33.4%降至13%。2010年11月18日馬自達對外宣佈，福特汽車在該公司持有的股份由11%降至3.5%。福特喪失最大股東的地位後，雙方長達卅年的策略合作夥伴關係漸行漸遠。2011年6月7日馬自達宣布，下一代的馬自達6新車款將自AAI組裝廠回歸日本山口縣的防府工廠。翌年8月27日前段所述之長安福特馬自達汽車有限公司，也依50比50的對等股比，各自拆分成長安福特（重慶）、長安馬自達（南京）兩家公司。
2012年4月25日該公司與福特汽車宣布將共同出資2,700萬美元，投入雙方在泰國的合資工廠AutoAlliance Thailand的皮卡貨車產能，以便將年產量從原先的12萬輛提升至14萬輛；這家合資工廠生產的皮卡貨車包括馬自達BT-50和福特Ranger等車款。2014年7月1日該公司在臺成立子公司臺灣馬自達汽車，並將代理權自品爵汽車轉移過來；不過直至2016年6月底為止，福特六和仍繼續組裝製造第三代馬自達5等車款。

### 馬自達與阿尔法·罗密欧
2012年5月23日馬自達與義大利飛雅特汽車集團旗下車廠阿尔法·罗密欧簽署合作備忘錄，宣布雙方將以第四代MX-5為基礎，合作開發設計各自品牌的後驅敞篷小跑車。直到2013年1月18日，馬自達在官方網站上公布進一步的消息，兩家車廠的敞篷小跑車都將在前者所屬的廣島工廠生產，並搭載各自的引擎。2014年4月16日馬自達在紐約國際車展上展示第四代MX-5的SKYACTIV底盤結構，也將使用在阿尔法羅密歐的產品上。不過2014年12月19日菲亚特汽車集團卻決定以自己發展的Abarth Roadster平台取代馬自達ND平台，並自行開發生產全新的阿尔法羅密歐Spider。

### 马自达在中国
1992年，马自达与海南汽车厂技术合作方式，生产马自达323、普力马。1997年，一汽集团整合海南汽车厂，马自达与一汽继续以技术合作形式成立一汽马自达公司，2004年开始生产马自达6轿车；2005年成立合资销售公司。2006年马自达的控股股东福特汽车指令马自达参股合资公司长安福特，组建长安福特马自达公司，马自达占股15%。在南京兴建长安福特马自达发动机公司和南京工厂，生产马自达3轿车。2012年，长安福特马自达正式拆分为长安马自达和长安福特两家50比50对等股比的合资公司，其中长安马自达以南京工厂为生产基地，长安福特以重庆工厂为生产基地。

## 豐田-馬自達聯盟
2012年11月馬自達與豐田汽車共同宣佈，前者位於墨西哥瓜納華托的新工廠將幫助後者OEM代工生產5萬輛汽車，以銷往北美洲市場。在獲得豐田汽車的混合動力技術奧援下，2013年11月馬自達推出創廠以來首部混合動力車第三代馬自達3。2015年4月舉行的紐約國際車展上，豐田汽車公開新車款賽揚iA，實為以第四代馬自達2四門轎車版改造的雙生車款，並借重馬自達墨西哥工廠專攻北美洲。同年5月13日雙方確定締結長期合作關係，豐田提供燃料電池車及插電式油電混合車技術給馬自達；馬自達則提供全新創馳藍天技術之汽油和柴油引擎技術給豐田。2017年8月4日馬自達和豐田發表聯合聲明，決定共同投入16億美元在美國成立新工廠，並於電動車、自動駕駛、汽車安全科技、產品互補等領域展開合作。豐田將斥資500億日圓購入馬自達約5.05%之股份，馬自達則購入豐田0.25%之股份。同年9月28日豐田汽車宣佈，由豐田出資90%、馬自達5%、電裝5%的比例聯合成立「EV C.A. Spirit」公司，合作研發電動車相關技術與零件。

## 主要股東
下列主要股東依照持股多寡排序，資料至2021年3月31日止：
- 日本Master Trust信託銀行信託帳戶：7.5%
- 豐田汽車：5.1%
- 日本保管銀行（日语：日本カストディ銀行）信託帳戶：4.5%
- 北方信託銀行希爾切斯特國際投資者價值股權信託：2.5%
- 紐約梅隆銀行140051：1.9%
- 三井住友銀行：1.6%
- 北方信託銀行ノーザン　トラスト　カンパニー　エイブイエフシー　リ　ユーエス　タックス　エグゼンプテド　ペンション　ファンズ：1.6%
- 日本Master Trust信託銀行信託帳戶5：1.5%
- SSBTC CLIENT OMNIBUS ACCOUNT：1.5%
- 道富銀行西部客户（West Client） - 條約（Treaty）505234：1.4%

## 歷任社長
| 任期   | 姓名                         | 在任時間               | 備考 |
| ------ | ---------------------------- | ---------------------- | --- |
| 第1任  | 海塚新八                     | 1920年9月至1921年3月   | 廣島産業銀行負責人，為了重建面臨破產的清谷商會，向廣島的金融界人士募款設立了「東洋軟木工業株式會社」。後來因病住院了半年而辭任，將社長的職務交給松田重次郎。 |
| 第2任  | 松田重次郎                   | 1921年3月至1951年12月  | 創業者，將公司名稱改為「東洋工業株式會社」。 |
| 第3任  | 松田恒次                     | 1951年12月至1970年11月 | 松田重次郎的長男，領導該公司進入汽車製造業，改良汪克爾引擎以開發轉子引擎，並推出世界首部搭載實用化轉子引擎的Cosmo Sport。該公司的長青車款如Familia、Luce、Capella都是在他任內開始上市的，並於1967年4月在澳洲墨爾本成立首家獨資海外公司。廣島東洋鯉魚棒球隊的第一代老闆。 |
| 第4任  | 松田耕平                     | 1970年11月至1977年12月 | 松田恒次的長男，在他任內推出低汙染型引擎的Luce AP，並使Cosmo重新推出。廣島東洋鯉魚棒球隊的第二代老闆，並獲得日本棒球名人堂2003年度特別表彰。他是廣島東洋鯉魚棒球隊現任老闆松田元的父親。                                                                                 |
| 第5任  | 山崎芳樹                     | 1977年12月至1984年11月 | 松田家以外的第一位社長，在他任內推出Savanna RX-7、將Familia和Capella改為前置前驅、推出大型單廂式商用車Bongo Brawny，並將公司名稱變更為「馬自達」。「東洋工業足球部」（也就是廣島三箭足球隊的前身）的第一代教練。                                                         |
| 第6任  | 山本健一                     | 1984年12月至1987年11月 | 馬自達的技術人員出身，領導開發轉子引擎的首腦人物，同時也是R360 Coupe的催生者。 |
| 第7任  | 古田德昌                     | 1987年12月至1991年12月 | 日本通商産業省（現稱經濟產業省）出身，是該公司第一位由外空降的社長。推行多品牌策略與多經銷商通路、促使以前的輕型車Carol以Autozam副品牌復活、推出高級豪華轎車Sentia和Capella的後繼車Cronos、還有一戰成名的Roadster。廣島三箭足球隊第一代老闆。                            |
| 第8任  | 和田淑弘                     | 1991年12月至1996年6月  | 住友銀行（現稱三井住友銀行）出身。在他任內因日本泡沫經濟崩壞導致多品牌策略失敗，經營情況惡化。推出商用車Bongo Brawny的後繼車Bongo Friendee，並恢復生產Capella轎車車型。                                                                                                  |
| 第9任  | 亨利·華勒斯（Henry Wallace） | 1996年6月至1997年11月  | 福特汽車公司出身，是該公司第一位外國籍社長。推出解救該公司經營危機的小型車Demio。 |
| 第10任 | 詹姆斯·米勒（James Miller）  | 1997年11月至1999年12月 | 第二位出身自福特汽車的社長。推出第二代多功能休旅車MPV、Premacy。決定輕型汽車完全委託鈴木汽車OEM代工，停產旗艦車款Sentia，並自該市場撤退。 |
| 第11任 | 馬克·菲爾德斯（Mark Fields） | 1999年12月至2002年6月  | 第三位出身自福特汽車的社長。推行新的公司口號「Zoom-Zoom」展開。獨自開發SUV車Tribute，並推出Capella的後繼車Atenza。 |
| 第12任 | 路易斯·布斯（Lewis Booth）   | 2002年6月至2003年8月   | 第四位也是最後一位出身自福特汽車的社長，英國籍。推出RX-8、第二代Demio。 |
| 第13任 | 井卷久一                     | 2003年8月至2008年11月  | 自此任起又恢復日本籍社長。推出Familia的後繼車Axela、停產Millenia，完全自高級車市場撤退。推出Verisa、CX-7、Biante。Roadster、Demio、Atenza等車種皆在其任內推出大改款。 |
| 第14任 | 山内孝                       | 2008年11月至2013年6月  | 由副社長升任。推出大改款的BT-50皮卡貨車、創馳藍天技術、CX-5、Atenza，決定在墨西哥、泰國、俄羅斯成立新工廠，並退出與福特汽車合資的美國工廠，且展開和豐田汽車的合作關係。卸任後轉任董事代表。                                                                              |
| 第15任 | 小飼雅道                     | 2013年6月至2018年6月   | 由執行副總升任。推出大改款Axela、MX-5、CX-3、CX-9，與豐田汽車相互授權自身技術，解除與福特汽車、日產汽車的資本技術合作關係。提出公司中期發展計畫「結構改革階段2」，墨西哥工廠開始投產，撤出哥倫比亞工廠。                                                                 |
| 第16任 | 丸本明                       | 2018年6月迄今          | 自董事兼副社長升任，將日本國內所稱的馬自達Demio、馬自達Axela、馬自達Atenza統一改成馬自達2、馬自達3、馬自達6。 |

## 廣告與行銷

### 企業識別標誌
| 年代          | 商標                  | 內容 |
| ------------- | --------------------- | --- |
| 1936年        | 1936年馬自達商標      | 這是該公司第一個註冊商標，出現在1936年起製造的MAZDA號三輪卡車上。 |
| 1936年        | 1936年馬自達三個M商標 | 马自达第一個符號化的商標，三層堆疊在一起的「M」除了代表環繞廣島市（總部所在地）的山巒外，另有「Mazda Motor Manufacturer」的涵義。向左右延伸的長度看起來像翅膀，代表速度與靈活性。 |
| 1960年–1975年 | 1959年馬自達商標      | 此商標自1960年發表R360 Coupe起使用至1975年。 |
| 1975年–1991年 | Mazda文字商標         | 这一期间马自达并无确切的商标，此外某些代理商仍使用1960-1975年的商標。 |
| 1991年–1992年 | 菱形火焰              | 以类似于太陽與火焰的圖騰標誌为主，代表着衷心、熱情。 |
| 1992年–1997年 | 圓潤火焰              | 中間的菱形為了避免與法國雷諾汽車雷同，修飾得更圓潤。同时也代表「永恆的火焰」，契合古波斯拜火教光明之神阿胡拉·马自达名字的寓意。                                                   |
| 1997年迄今    | 飛翔的「M」           | 1997年公開重新設計過的企業識別標誌，以「M」的形象和类似于飛翔的翅膀为主。 |
| 2024年迄今    | 平面化的「M」         | 2024年數位化設計的標誌，與上代相較有平面化的「M」和有稜角的翅膀。 |

### 廣告標語
下列為馬自達公司歷年來的廣告標語，唯大部分僅於日本國內媒體使用：
1. 1970年代：改變汽車的主流，轉子引擎的馬自達（クルマの主流をかえるロータリーのマツダ）。
2. 1970年代末葉：Better & Better。
3. 1970年代末葉：對社會而言的Better，移動行走的Better（社会にとってのBetterへ 走ることのBetterへ）。
4. 1980年代：個性鮮明，品質的馬自達（個性あざやかに 品質のマツダ）
  - 當時的廣告、產品目錄皆印著，而電視廣告和促銷活動則在結尾顯示，此外這句話皆擺在「MAZDA」商標上方。
5. 1995年至1996年：嶄新的馬自達，自此開始（新しいマツダ、始めます）。
6. 1995年至1996年：For mobility pleasure。
7. 1990年代末葉：可使用的汽車、獲得樂趣的汽車，That's Mazda（使）。
8. 2000年上半年：打動心靈的新構思（心を動かす新発想）。
9. 2002年：ZOOM-ZOOM，變得更想乘坐（ZOOM-ZOOM -もっと乗りたくなる）。
  - 現在該公司的企業標語（slogan）為「Zoom-Zoom[31]」，乃出自於電影《王牌至尊（英语：Only the Strong (film)）》（Only The Strong）中出現各國汽車展的電視廣告主題曲，自2005年起在日本國內放映的電視廣告中便編入此曲，並添加的日文歌詞。另外，「Zoom-Zoom」乃是英語系國家的小孩子玩汽車玩具時發出「噗～噗～」模擬引擎運轉的聲音。
  - 曾在贊助電視節目的字幕上顯示「調和移動樂趣與環境安全性能的馬自達」（走る歓びと環境安全性能の調和をめざすマツダ）字樣。
10. 2012年：世界標準的駕駛與環保（世界基準の走りとエコ）
11. 2013年：若基本改變的話，性能亦隨之改變的SKYACTIV TECHNOLOGY（基本が変わればパフォーマンスも変わる SKYACTIV TECHNOLOGY）
12. 2014年：Be a driver.
13. 2021年：Feel Alive.

## 開發生產單位

### 總部
- 總部（廣島縣安藝郡府中町）
  - 研發中心
  - 總部工廠
    - 轉子引擎工房
- 馬自達博物館

### 研發單位
- 馬自達研發中心（神奈川縣橫濱市神奈川區）
- 三次汽車試驗場（廣島縣三次市）
- 美禰汽車試驗場（山口縣美禰市）
- 北海道劍淵試驗場（北海道上川郡劍淵町）
- 北海道中札內試驗場（北海道河西郡中札內村）

### 生產單位
| 工廠                                                    | 所在地                     | 生産車款 | 2003年生産輛數 |
| ------------------------------------------------------- | -------------------------- | --- | -------------- |
| 總部工廠（總部）                                        | 廣島縣安藝郡府中町、廣島市 | |                |
| 總部工廠（渕崎）                                        | 廣島縣廣島市               | |                |
| 本社工廠（向洋）                                        | 廣島縣廣島市               | |                |
| 宇品第一工廠（U1）                                      | 廣島縣廣島市南區           | MX-5、CX-5、CX-9、RX-8、馬自達2、Verisa、馬自達8、Bongo Van、Bongo Brawny Van、Biante（生產線可同時組裝12款車） 2004年12月15日塗裝生產線曾發生火災，造成翌年1月6日才恢復生產，同年4月27日並改良成新式塗裝生產線。 |                |
| 宇品第二工廠（U2）                                      | 廣島縣廣島市南區           | 馬自達5、馬自達2、CX-7 2001年9月1日至2004年5月26日為了生産調整曾暫時關閉該工廠。 |                |
| 防府工廠（中關）                                        | 山口縣防府市               | 變速箱 1981年12月開始營運 |                |
| 防府第一工廠（西浦）                                    | 山口縣防府市               | 馬自達6、馬自達3、馬自達5、Tribute 1982年開始營運 |                |
| 防府第二工廠（西浦）                                    | 山口縣防府市               | 馬自達6、馬自達3、馬自達5、Tribute 1992年開始營運 |                |
| AutoAlliance International, Inc.                        | 美國密西根州               | 馬自達6 |                |
| Ford Motor Kansas City Assembly                         | 美國密蘇里州               | Tribute |                |
| Ford Motor Edison Assembly                              | 美國紐澤西州               | B系列皮卡貨車 |                |
| Ford Motor Twin Cities                                  | 美國明尼蘇達州             | B系列皮卡貨車 |                |
| Ford Motor Valencia Body & Assembly                     | 西班牙巴倫西亞自治區       | 馬自達2 | 40,927         |
| 一汽海南汽車有限公司（停業）                            | 中國海南省                 | 323、Premacy | 55,320         |
| 一汽轎車股份有限公司                                    | 中國吉林省                 | 馬自達5、馬自達6、馬自達8 | 29,980         |
| 長安馬自達                                              | 中國南京市                 | 馬自達2、馬自達3 |                |
| AutoAlliance （Thailand） Company Limited               | 泰國羅勇府                 | B系列皮卡貨車、馬自達3、馬自達2 | 30,652         |
| Mazda Powertrain Manufacturing （Thailand） Co., Ltd.   | 泰國春武里府               | 變速箱 | 新工廠         |
| Swaraj Mazda Ltd.                                       | 印度旁遮普地區             | Titan | 9,635          |
| P.T. National Assembler                                 | 印尼雅加達                 | Bongo | 542            |
| Vietnam Motors Corporation                              | 越南河內市                 | 馬自達5、馬自達6 | 2,022          |
| Associated Motors Industries                            | 馬來西亞雪蘭莪             | B系列皮卡貨車 | 620            |
| Mazda Malaysia Sdn. Bhd.                                | 馬來西亞雪蘭莪州莎阿南     | CX-5 | 新工廠         |
| Ford Motors Philippines Company                         | 菲律賓內湖省               | 馬自達3、Tribute | 新工廠         |
| Compania Colombiana Automotriz S. A.                    | 哥倫比亞波哥大             | 馬自達3、馬自達6、BT-50、馬自達2 | 13,428         |
| Manufacturas, Armadurias y Repuestos Equatorianos S. A. | 厄瓜多爾基多               | B系列皮卡貨車 | 3,405          |
| Bahman Motor Center                                     | 伊朗德黑蘭                 | B系列皮卡貨車 | 9,997          |
| Willowvale Mazda Motor Industries （PVT） Ltd.          | 辛巴威哈拉雷               | B系列皮卡貨車、Titan | 2,320          |
| Ford Motor Company of Southern Africa.（Pty） Ltd.      | 南非豪登省                 | B系列皮卡貨車 | 16,492         |
| Mazda Sollers Manufacturing Rus                         | 俄羅斯濱海邊疆區海參崴     | 馬自達6、CX-5 | 新工廠         |
| Mazda Motor Manufacturing de Mexico S.A. C.V.           | 墨西哥瓜納華托州薩拉曼卡   | 馬自達2、馬自達3 | 新工廠         |

### 物流運輸城市與港口
苫小牧市、磐城市小名濱、千葉市、碧南市衣浦、堺市、安藝郡瀨野川町、防府市、多度津町、須惠町、福井市東鄉。

### 承包商
馬自達公司目前（或曾經）委託下述公司代為製造汽車的重要組件：
- Press工業公司 （页面存档备份，存于）尾道工廠（廣島縣尾道市）：Bongo系列、Titan Dash等。
- Kurata公司（現改稱（日語）Keylex公司 （页面存档备份，存于），廣島縣安藝郡海田町）：AZ-1、Carol第二、三代等。

## 著名車款與技術
1961年2月由第三任社長松田恒次主導，與德國NSU車廠（奥迪汽車前身）簽訂汪克爾引擎的技術合作合同。這種無活塞迴旋式引擎由德國工程師菲力斯·汪克爾於1957年所發明，其特點是機件不需上下移動，只循圓形軌跡運轉，動力損失小卻性能強勁，體積小而噪音少。當時如通用與豐田等車廠亦對這種新設計的引擎感到興趣，但投入不久後相繼退出，只有松田恒次非常執著地將公司的前途投注在轉子引擎上。此舉不僅讓馬自達在世界車壇上獨樹一格，其廣島工廠也是全世界唯一同時可以製造轉子、活塞、柴油等三種引擎的車廠。
1967年第一輛搭載轉子引擎的量產車Cosmo Sport面世，接下來的RX-2（1970年出產）、RX-3（1971年出產）、RX-4（1972年出產）都是其改良型汽車。而「R」字頭其實就是取自「rotary engine」，這一系列代表馬自達精神的高性能跑車，目前已發展至RX-8。1986年特別精製的RX-7在美國波內維爾（Bonneville）締造了時速363.653公里的新紀錄；而轉子引擎汽車的產量，也在這一年累積達到150萬輛。此外，馬自達也是唯一曾贏得著名的法國利曼24小時耐力賽冠軍的日本車廠。
自2002年以來，該公司統一全車系名稱（日本除外），陸續推出馬自達2、馬自達3、馬自達5、馬自達6、馬自達8，乃至於新概念的跨界休旅車CX-7、CX-9等車型，取得不錯的銷售成績。2010年10月起，該公司針對旗下車種之引擎、變速箱、底盤、車身等主要元件提出創馳藍天技術，這項技術乃是為了改善引擎與變速箱的做功效率、強化及輕量化底盤與車身的結構。

## 現行車款

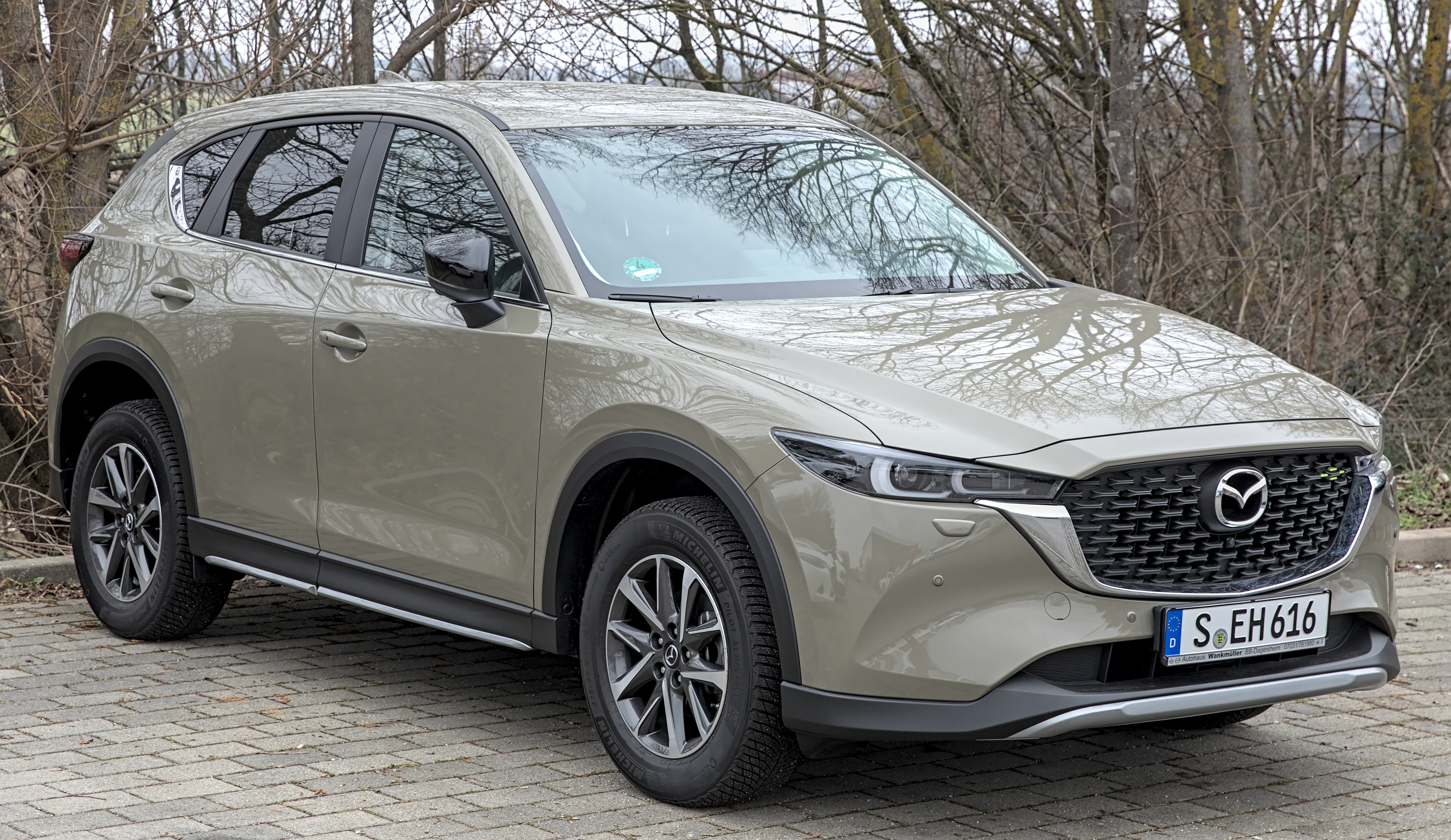
馬自達CX-5

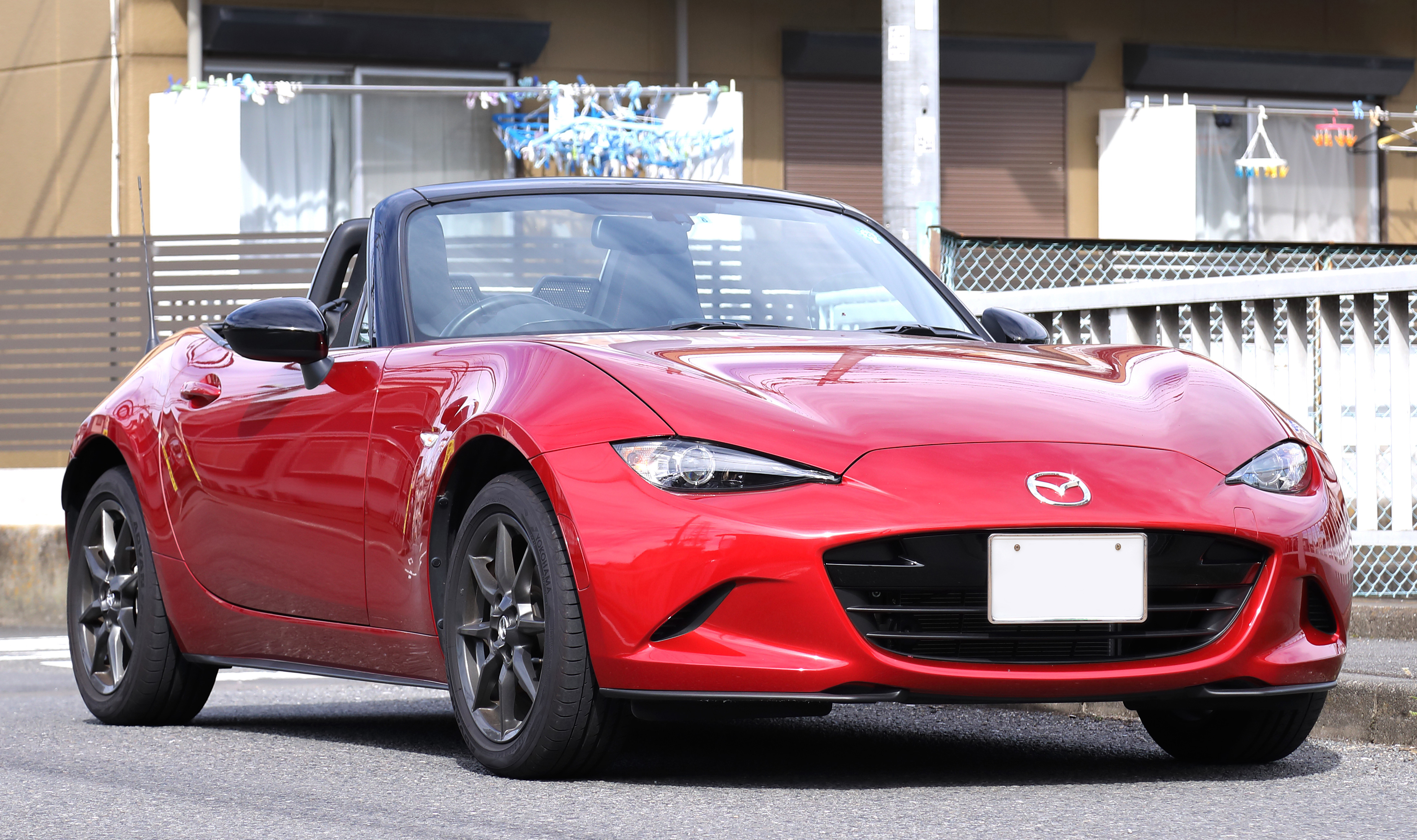
馬自達MX-5

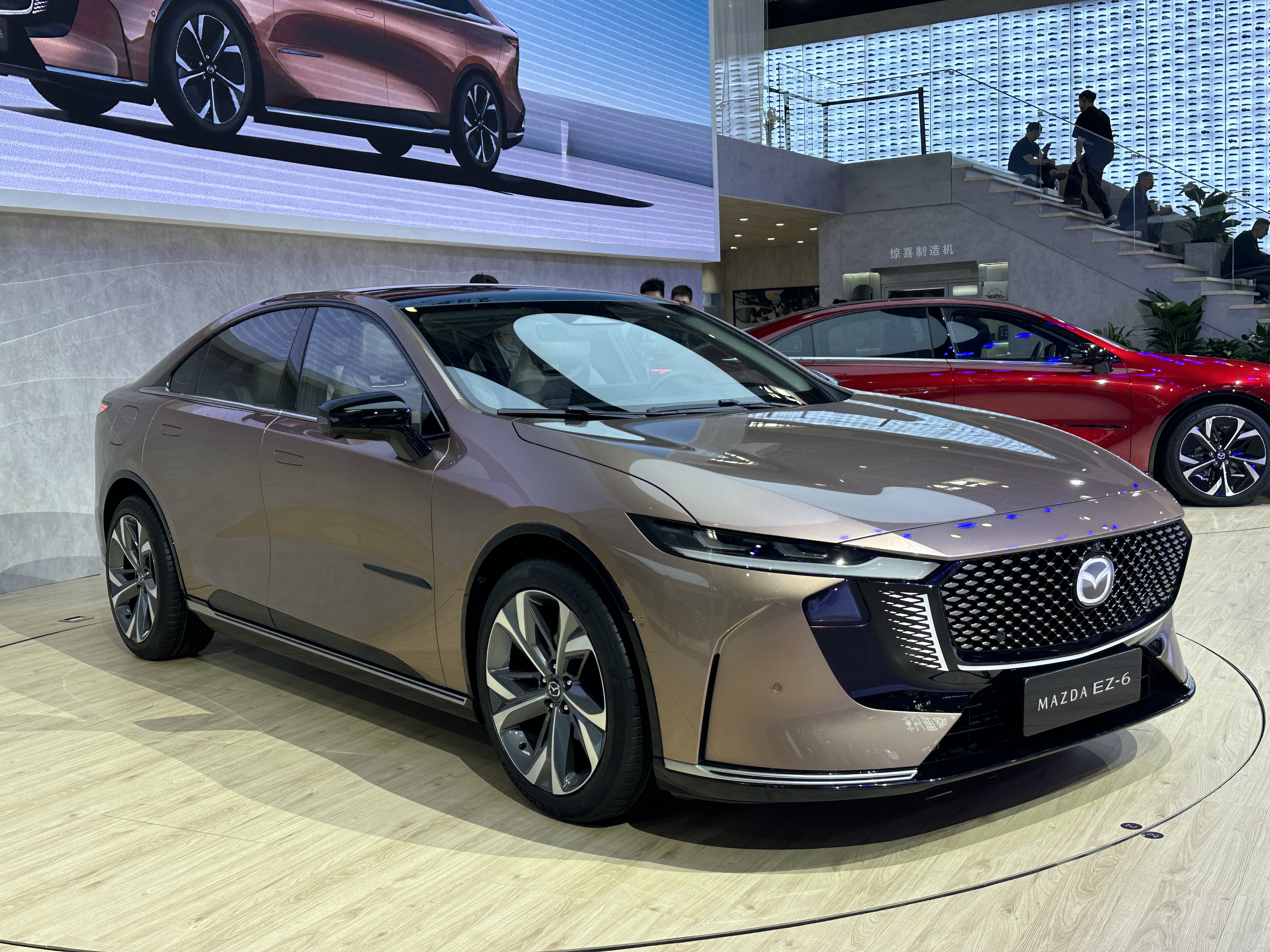
馬自達EZ-6

### 日本市場
- CX-3
- CX-30
- CX-5
- MX-30
- MAZDA2
- MAZDA3ファストバック（MAZDA3 FASTBACK）
- MAZDA3セダン（MAZDA3 SEDAN）
- MAZDA6セダン（MAZDA6 SEDAN）
- MAZDA6ワゴン（MAZDA6 WAGON）
- ロードスター（ROADSTER）
- ロードスターRF（ROADSTER RF）
- ボンゴブローニイバン (Bongo Brawny Van)
- ボンゴバン（Bongo Van）
- ボンゴトラック（Bongo Truck）
- キャロル（Carol）
- ファミリアバン（Familia Van）
- フレア（Flair）
- フレアクロスオーバー（Flair Crossover）
- フレアワゴン（Flair Wagon）
- スクラムバン（Scrum Van）
- スクラムトラック（Scrum Truck）
- スクラムワゴン（Scrum Wagon）
- タイタントラック（Titan Truck）

### 海外市場
- 跑車
  - 馬自達MX-5
- 小型車
  - 馬自達2
- 轎車
  - 馬自達3
  - 馬自達6
  - 馬自達EZ-6（馬自達6e）
- 休旅車   
  - 馬自達CX-3
  - 馬自達CX-30
  - 馬自達CX-5
  - 馬自達CX-50
  - 馬自達CX-60
  - 馬自達CX-70
  - 馬自達CX-8
  - 馬自達CX-80（英语：Mazda CX-80）
  - 馬自達CX-90
- 皮卡車
  - 馬自達BT-50
- 商用車
  - 馬自達Titan
  - 馬自達Bongo

## 流行文化
「你坐馬自達，怪不得你塞車」乃來自1997年香港電影《黑金》的經典台詞，亦成為不少民眾調侃馬自達時必用的網路梗。

## 外部連結
- マツダ オフィシャルウェブサイト （页面存档备份，存于）
- マツダ株式会社 企業サイト （页面存档备份，存于）
- MAZDA NEWSROOM （页面存档备份，存于）（日語）
- マツダ公式ブログ Zoom-Zoom Blog （页面存档备份，存于）
- マツダ/Mazda Japan的Facebook專頁
- マツダ株式会社的X（前Twitter）
- MAZDA / マツダ的Instagram帳戶
- YouTube上的Mazda Official Web頻道
- マツダミュージアム （页面存档备份，存于）
- 公益財団法人マツダ財団 （页面存档备份，存于）